# 克里斯蒂安二世 (薩克森)
克里斯蒂安二世德語：，1583年9月23日—1611年6月23日），薩克森選侯，1591年至1611年在位。
1602年，克里斯蒂安與丹麥國王克里斯蒂安四世的妹妹海德薇格結婚，兩人沒有子女。